# Gare d'Écueillé
La gare d'Écueillé est une gare ferroviaire française, de la ligne de Salbris au Blanc, située sur le territoire de la commune d'Écueillé, dans le département de l'Indre, en région Centre-Val de Loire.
C'est une gare de la Société pour l’Animation du Blanc Argent (SABA) desservie par la ligne touristique  Train du Bas-Berry.

## Situation ferroviaire
Établie à 142 mètres d'altitude, la gare d'Écueillé est située au point kilométrique (PK) 254,000 de la ligne de Salbris au Blanc, entre les gares de La Foulquetière (autrefois, avant La Foulquetière, se trouvait la halte de Terre-Neuve) et d'Heugnes.

## Histoire

### Gare du Blanc-Argent
La gare d'Écueillé est construite dans le style « Blanc-Argent », avec un bâtiment voyageur et une halle accolée. Sa mise en service intervient en 1902, peu après la livraison de l'infrastructure de la ligne, entre la gare de Romorantin-Lanthenay et la gare d'Écueillé, le 6 octobre 1902
Elle est fermée au service voyageurs avec le passage du dernier autorail, le 26 septembre 1980, sur la section Luçay-le-Mâle à Buzançais. Cette même section étant fermée au service marchandises, le 31 décembre 1988.

### Gare chemin de fer touristique
En 1995, les emprises sont achetées par un syndicat intercommunal, et l'exploitation ferroviaire reprend dix années plus tard, en 2005.
La gare est depuis intégrée dans une ligne de chemin de fer touristique en activité, elle devient une des gares de la ligne du Train du Bas-Berry.

## Service des voyageurs

### Accueil
Elle est équipée de deux quais centraux et d'un quai latéral encadrant trois voies. Le changement de quai se fait par un platelage posé entre les voies (passage protégé).

### Desserte

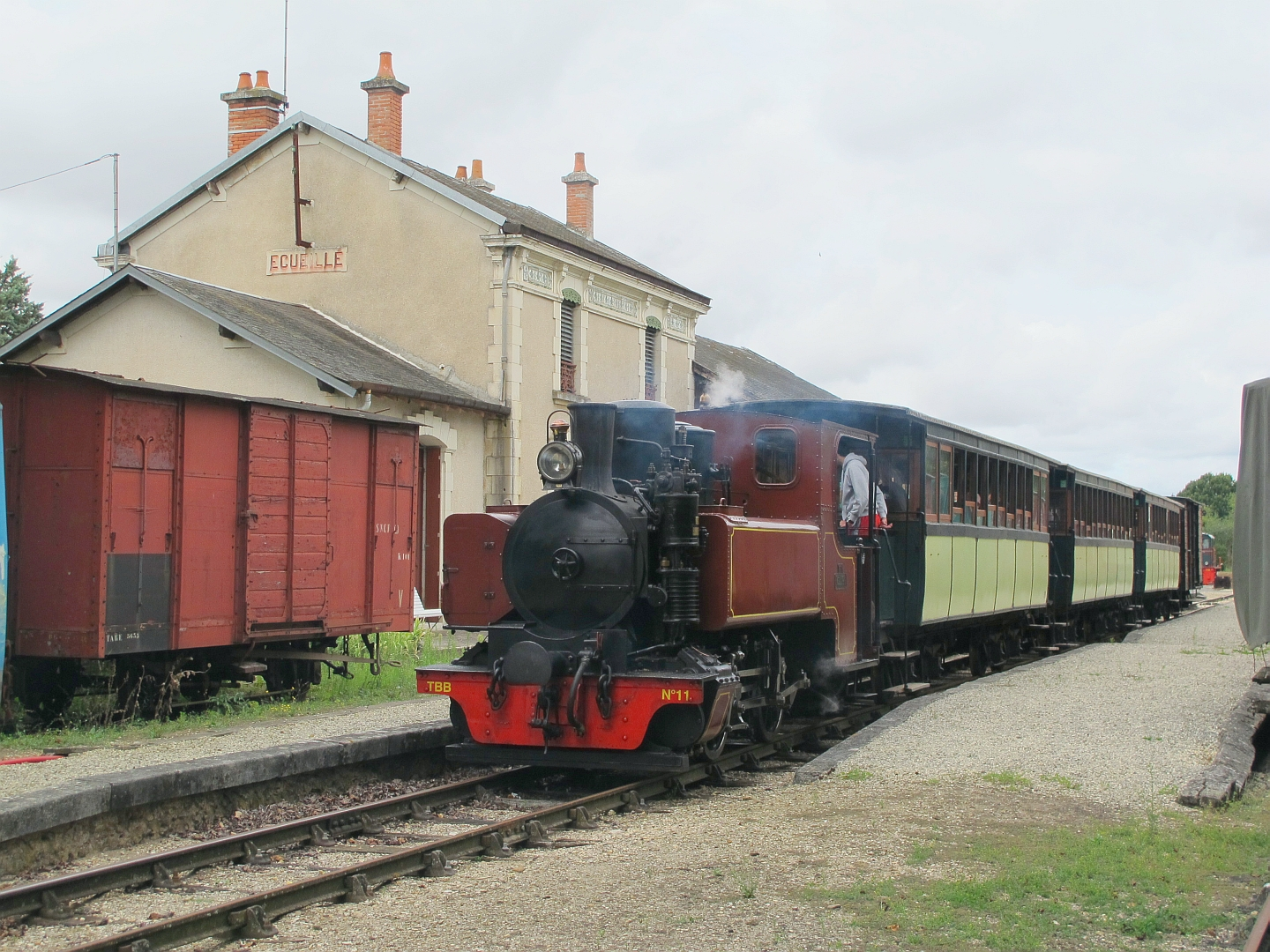
Un train à quai, en 2015.

Écueillé est uniquement desservie en saison estivale, par la ligne touristique du Train du Bas-Berry.

## Patrimoine ferroviaire
Du fait de l'existence d'un projet d'exploitation touristique, l'ensemble de la ligne entre Luçay-le-Mâle et Argy fait l’objet d’une inscription au titre des monuments historiques, depuis le 18 janvier 1993.
Sont concernés par cette inscription :
- les façades et toitures du bâtiment-voyageurs ;
- la halle à marchandises attenante ;
- la lampisterie ;
- le quai découvert ;
- le puits ;
- la remise à machines de la Compagnie des chemins de fer départementaux d'Indre-et-Loire ;
- la plateforme ;
- les voies armées de rails à double champignon ;
- deux plaques tournantes ;
- le gabarit de chargement.